# Passiflora pachyantha
Passiflora pachyantha är en passionsblomsväxtart som beskrevs av Ellsworth Paine Killip. Passiflora pachyantha ingår i släktet passionsblommor, och familjen passionsblomsväxter. Inga underarter finns listade i Catalogue of Life.